# Serra da Malagueta
Serra da Malagueta es una cordillera ubicada en la parte norte de la isla de Santiago de Cabo Verde. En la cordillera está ubicado el parque natural de Serra Malagueta, que fue establecido el 24 de febrero de 2005 y cubre 774 hectáreas, siendo su punto más alto 1064 metros. El parque natural está situado en los municipios de Tarrafal, São Miguel y Santa Catarina. La formación de Serra da Malagueta es de origen volcánico y se formó hace entre 2.9 y 2.4 millones de años.

## Flora
El parque cuenta con alrededor de 124 especies de plantas, de las cuales 28 son especies o subespecies endémicas. Limonium lobinii, especie endémica de Cabo Verde, solo se puede encuentrar en Serra da Malagueta.

## Fauna
En el parque hay 19 especies de aves, de las cuales ocho son endémicas. Muchos de ellos están en peligro de extinción, como Ardea purpurea bournei, Acrocephalus brevipennis y Buteo bannermani.